# Bävertjärnen (Stensele socken, Lappland, 720725-159543)
Bävertjärnen är en sjö i Storumans kommun i Lappland och ingår i Umeälvens huvudavrinningsområde.